# Paul Hagenmuller
Paul Hagenmuller (ur. 3 sierpnia 1921 w Strasburgu. zm. 7 stycznia 2017) – francuski chemik, profesor Uniwersytetu w Bordeaux, specjalista z fizykochemii ciała stałego, inżynierii materiałowej.
Absolwent Wydziału Nauk Naturalnych Uniwersytetu w Strasburgu w 1943. Uczestnik ruchu oporu we Francji, aresztowany w 1943, więzień obozów koncentracyjnych w Buchenwaldzie i Mittelbau-Dora (1943–1945). W latach 1949–1953 pracował na Sorbonie, od 1953 do 1956 na uniwersytetach w Hanoi i Sajgonie, w 1956–1960 na Uniwersytecie w Rennes, gdzie stworzył laboratorium. W 1958 profesor. W latach 1960–1994 pracował na Uniwersytecie w Bordeaux, w latach 1960–1985 był organizatorem i kierownikiem Instytutu Chemii Ciała Stałego oraz dyrektorem laboratorium chemii w Centre national de la recherche scientifique (CNRS). Od 1994 na emeryturze. Autor kilkudziesięciu publikacji na temat struktury tlenków i fluorków i zmian właściwości metali pod wpływem magnetyzmu i elektryczności.
Stworzył szkołę naukową relacji struktury i właściwości fizycznych atomu.
Członek akademii nauk 11 krajów, m.in. Akademii Nauk ZSRR (Rosji), Polskiej Akademii Nauk, Bułgarskiej Akademii Nauk, Francuskiej Akademii Nauk, The World Academy of Science, Królewskiej Szwedzkiej Akademii Nauk, Academia Europaea i Indyjskiej Akademii Nauk.
Doktor honoris causa Politechniki Gdańskiej (1985), Akademii Górniczo-Hutniczej (1989) i Uniwersytetu Friedricha Schillera w Jenie, profesor honorowy Chińskiej Akademii Nauk.

## Ordery i odznaczenia
- Medal Czechosłowackiej Akademii Nauk
- Medal Niemieckiego Towarzystwa Chemicznego
- Krzyż Oficerski Legii Honorowej Republiki Francuskiej
- Krzyż Wojenny 1939–1945